# Phonapate deserti
Phonapate deserti är en skalbaggsart som först beskrevs av Semenow 1891.  Phonapate deserti ingår i släktet Phonapate och familjen kapuschongbaggar. Inga underarter finns listade i Catalogue of Life.